# Evil Never Dies
Evil Never Dies es el álbum debut de la banda estadounidense de thrash metal Toxic Holocaust.

## Lista de canciones
| N.º | Título              | Duración |  |
| 1.  | «Evil Never Dies»   | 1:20     |  |
| 2.  | «War Is Hell»       | 3:23     |  |
| 3.  | «Enemy of Jesus»    | 2:54     |  |
| 4.  | «Damned to Fire»    | 2:03     |  |
| 5.  | «Exxxecutioner»     | 3:16     |  |
| 6.  | «666»               | 2:08     |  |
| 7.  | «Summon the Beast»  | 4:28     |  |
| 8.  | «Demise»            | 1:38     |  |
| 9.  | «Warfare»           | 1:44     |  |
| 10. | «Dead to the World» | 2:43     |  |
| 11. | «Fallout»           | 3:18     |  |
| 12. | «Atomik Destruktor» | 3:16     |  |

- Datos: Q5418444